# 栗本駅
栗本駅（くりもとえき）は、かつて岐阜県恵那郡福岡町（現・中津川市）に存在した北恵那鉄道北恵那鉄道線の駅（廃駅）。

## 概要
戦後、付知川の観光開発を目的として開設された駅であった。土地は沿線の旅館が無償提供したという。
駅名は最寄の栗本温泉に由来する。1960年代後半まで、北恵那鉄道主催の「栗本川祭り」が開催されていた。

## 歴史
- 1949年（昭和24年）5月26日：北恵那鉄道線美濃福岡 - 美濃下野間に新設開業。
- 1978年（昭和53年）9月18日：北恵那鉄道線の廃止に伴い廃駅。

## 駅施設
1面1線のホームに小さな木造待合室が設置されていた。

## 隣の駅
北恵那鉄道
北恵那鉄道線
美濃福岡駅 - 栗本駅 - 美濃下野駅